# Karl Rapp
Karl Friedrich Rapp (n. 24 septembrie 1882, Ehingen, Baden-Württemberg, Germania – d. 26 mai 1962, Locarno, Cantonul Ticino, Elveția)  a fost un fondator german și proprietar al Rapp Motorenwerke GmbH din München. În timp, această companie a devenit BMW AG. El este recunoscut de BMW AG ca fiind un fondator indirect al companiei.

## Legături externe
- BMW Group archives Arhivat în 17 martie 2022, la Wayback Machine.